# USS Sapphire (PYc-2)
USS Sapphire (PYc-2) – prywatny jacht przebudowany na okręt szkolny US Navy. Jednostka została zbudowana w 1929 roku przez George Lawley & Sons w Neponset i otrzymała nazwę "Buccaneer". Została nabyta przez US Navy od ówczesnego właściciela, Leona Mandela z Quonset Point, 1 listopada 1940. Marynarka przemianowała jednostkę na "Sapphire", nadała numer klasyfikacyjny "PYc-2" i przerobiła. Oficjalnie okręt wszedł do służby w Bostonie 6 czerwca 1941, pierwszym dowódcą został Lt. A. N. Daniels, USNR.
W sierpniu 1941 Sapphire przeszedł do Norfolk, we wrześniu zaś na północ do nowego portu macierzystego w New London. Tam, przez pozostały okres II wojny światowej, okręt wspierał różne programy szkół okrętów podwodnych (ang. Submarine School). Głównie pomagał w szkoleniu oficerów w procedurach ataków i testowaniu urządzeń wykrywających. Z końcem wojny jednostka została przeznaczona do dezaktywacji. 19 września 1945 opuścił New London i udał się do Charleston, gdzie został wycofany ze służby 29 października 1945.
Okręt skreślono z listy jednostek floty 13 listopada1945 roku i przekazano 3 września 1946 do Komisji Morskiej (ang. Maritime Commission) w celu sprzedaży.